# Stronnictwo Polityki Realnej (III Rzeczpospolita)
Stronnictwo Polityki Realnej (SPR) – polska partia polityczna o charakterze konserwatywno-liberalnym, działająca w drugiej połowie lat 90.
Ugrupowanie utworzono w styczniu 1996 w Warszawie w wyniku rozłamu w Unii Polityki Realnej. Powołała je grupa działaczy, która opuściła UPR na skutek konfliktu z Januszem Korwin-Mikkem o stanowisko prezesa partii. Na czele nowej formacji stanął były wiceprezes unii Mariusz Dzierżawski.
W tym samym roku stronnictwo przystąpiło do Akcji Wyborczej Solidarność, w wyborach parlamentarnych w 1997 z jej ramienia nie uzyskało żadnych mandatów. SPR przerejestrowało się w 1998 zgodnie z nową ustawą, wkrótce jednak część działaczy (m.in. były poseł Andrzej Sielańczyk i śląski samorządowiec Tomasz Tomczykiewicz) odeszła do Stronnictwa Konserwatywno-Ludowego, a partia została wykreślona z ewidencji.